# Srećko Horvat
Srećko Horvat (Osijek, Croàcia, 1983) és filòsof, escriptor i activista polític. Després de viure els primers vuit anys de la seva vida exiliat a Alemanya, va tornar a Croàcia el 1991 coincidint amb l'esclat de la guerra civil de Iugoslàvia. Avui és conegut com una de les veus més destacades de la seva generació. Ha escrit a bastament sobre l'actualitat política a Europa i col·labora amb els seus articles a mitjans com ara The Guardian, Al Jazeera o Newsweek. Ha publicat deu llibres, que han estat traduïts a més de 15 idiomes, entre ells What Does Europe Want?, escrit en col·laboració amb Slavoj Žižek (Columbia University Press, 2014), i La radicalidad del amor (Katakrak, 2016), prologat per Eva Illouz. En català s'ha publicat Després de l'apocalipsi (Arcàdia, 2021). És un dels fundadors del Subversive Festival a Zagreb i, amb Ianis Varoufakis, de Democracy in Europe 2025 (DiEM 2025), un moviment paneuropeu que vol impulsar la democràcia i la transparència a Europa.